# The Bourne Ultimatum
The Bourne Ultimatum är en amerikansk-tysk långfilm från 2007 med Matt Damon, Julia Stiles, David Strathairn, Scott Glenn, Paddy Considine och Edgar Ramirez. Filmen är baserad på Robert Ludlums tredje roman i Bournetrilogin och är direkt uppföljare till The Bourne Supremacy. Båda dessa filmer regisserades av Paul Greengrass, som tidigare har gjort United 93.
Filmen vann tre Oscar för bästa klippning, bästa ljud och bästa ljudredigering. Det senare leddes av Per Hallberg, som 12 år tidigare vann en Oscar i samma kategori med Braveheart. Tidningen Empire röstade fram filmen som årets film 2007. Det är Paul Greengrass andra film som utnämnts av Empire; Greengrass föregående film, United 93, röstades fram till årets film 2006.

## Handling
Efter att ha förlorat både minnet och den han älskade mest, ställs han nu inför en ny generation elittränade yrkesmördare. De följer hans minsta steg och drar sig inte för något i sin kamp för att hindra honom från att ta reda på vem han en gång var.

## Rollista (i urval)
| Matt Damon       | – Jason Bourne      |
| Julia Stiles     | – Nicky Parsons     |
| David Strathairn | – Noah Vosen        |
| Scott Glenn      | – Ezra Kramer       |
| Paddy Considine  | – Simon Ross        |
| Edgar Ramirez    | – Paz               |
| Albert Finney    | – Dr. Albert Hirsch |
| Joan Allen       | – Pamela Landy      |
| Tom Gallop       | – Tom Cronin        |